# رونالدو بينيا
رونالدو بينيا (بالإسبانية: Ronaldo Peña) هو لاعب كرة قدم فنزويلي في مركز الهجوم، ولد في 10 مارس 1997 في أكاريغوا ‏ في فنزويلا. لعب مع نادي لاس بالماس.

## وصلات خارجية
- رونالدو بينيا على موقع الدوري الأمريكي (الإنجليزية)
- رونالدو بينيا على موقع إي إس بي إن إف سي (الإنجليزية)
- رونالدو بينيا على موقع قاعدة بيانات كرة القدم.إي يو (الإنجليزية)
- رونالدو بينيا على موقع Soccerway.com (الإنجليزية)
- رونالدو بينيا على موقع AS.com (الإسبانية)